# Маркушевське сільське поселення
Марку́шевське сільське поселення (рос. Маркушевское сельское поселение) — сільське поселення у складі Тарногського району Вологодської області Росії.
Адміністративний центр — присілок Заріч'є.

## Населення
Населення сільського поселення становить 600 осіб (2019; 693 у 2010, 883 у 2002).

## Історія
Станом на 1999 рік існувала Маркушевська сільська рада (13 населених пунктів) та Раменська сільська рада (5 населених пунктів). 2000 року утворено присілок Велике Раменської сільради. Станом на 2002 рік існували Маркушевська сільська рада (рисілки Андрієвська, Баклановська, Заріч'є, Кріуля, Кузнецовська, Милогорська, Нестеріха, Пар, Слободка, Труфаніха, Черепаніха, Черняково, Шевелевська) та Раменська сільська рада (присілок Велике, Дор-Сухонський, Кленова, Монастирська, Раменьє, Сергієвська). 2006 року сільради були перетворені у Маркушевське сільське поселення.

## Склад
До складу сільського поселення входять:
| Населений пункт          | Населення, осіб (2002) | Населення, осіб (2010) |
| ------------------------ | ---------------------- | ---------------------- |
| Андрієвська, присілок    | 72                     | 71                     |
| Баклановська, присілок   | 10                     | 9                      |
| Велике, присілок         | 0                      | 0                      |
| Дор-Сухонський, присілок | 0                      | 0                      |
| Заріч'є, присілок        | 367                    | 332                    |
| Кленова, присілок        | 93                     | 38                     |
| Кріуля, присілок         | 42                     | 29                     |
| Кузнецовська, присілок   | 6                      | 4                      |
| Милогорська, присілок    | 16                     | 6                      |
| Монастирська, присілок   | 0                      | 0                      |
| Нестеріха, присілок      | 3                      | 3                      |
| Пар, присілок            | 7                      | 0                      |
| Раменьє, присілок        | 55                     | 60                     |
| Сергієвська, присілок    | 143                    | 99                     |
| Слободка, присілок       | 22                     | 15                     |
| Труфаніха, присілок      | 0                      | 0                      |
| Черепаніха, присілок     | 16                     | 7                      |
| Черняково, присілок      | 4                      | 1                      |
| Шевельовська, присілок   | 27                     | 19                     |